# Альфа (футбольный клуб, Рига)
Футбо́льный клуб «А́льфа» (латыш. Futbola klubs „Alfa”) — бывший советский и латвийский футбольный клуб из города Рига.

## История
Около 30 лет клуб выступал в первенстве Латвийской ССР среди КФК, несколько раз был победителем и призёром турнира. Среди известных игроков клуба — Сергей Шавло (1974—1975), Владимир Бешкарев (1969), Янис Дрейманис (1977—1984), Илмар Лиепиньш (1967—1968).
После распада СССР клуб провёл один сезон во второй лиге Латвии (1992), после чего был расформирован.

## История названий
- «РЗПП» (1965—1967), сокращённо «Рижский завод полупроводниковых приборов» (латыш. RABR, Rīgas Aparātu būves rūpnīca)
- «Электрон» (1968—1983) (латыш. Elektrons Rīga)
- «Альфа» (с 1984 года)

## Результаты выступлений

### Чемпионат и Кубок Латвийской ССР
| В чемпионатах и Кубке Латвийской ССР | В чемпионатах и Кубке Латвийской ССР | В чемпионатах и Кубке Латвийской ССР | В чемпионатах и Кубке Латвийской ССР | В чемпионатах и Кубке Латвийской ССР | В чемпионатах и Кубке Латвийской ССР | В чемпионатах и Кубке Латвийской ССР | В чемпионатах и Кубке Латвийской ССР | В чемпионатах и Кубке Латвийской ССР | В чемпионатах и Кубке Латвийской ССР | В чемпионатах и Кубке Латвийской ССР |
| Сезон                                | Лига                                 | Место                                | И                                    | В                                    | Н                                    | П                                    | Голы                                 | О                                    |                                      | Кубок                                |
| ------------------------------------ | ------------------------------------ | ------------------------------------ | ------------------------------------ | ------------------------------------ | ------------------------------------ | ------------------------------------ | ------------------------------------ | ------------------------------------ | ------------------------------------ | ------------------------------------ |
| 1965                                 | Чемпионат Риги                       | 2                                    |                                      |                                      |                                      |                                      |                                      |                                      |                                      |                                      |
| 1966                                 | Чемпионат Риги                       | 1                                    |                                      |                                      |                                      |                                      |                                      |                                      |                                      |                                      |
| 1967                                 | Класс «А»                            | 5                                    | 26                                   | 11                                   | 7                                    | 8                                    | 35−27                                | 29                                   |                                      | Финалист                             |
| 1968                                 | Класс «А»                            | 2                                    | 26                                   | 12                                   | 11                                   | 3                                    | 32−16                                | 35                                   |                                      |                                      |
| 1969                                 | Класс «А»                            | 3                                    | 26                                   | 12                                   | 9                                    | 5                                    | 45−20                                | 33                                   |                                      | Победитель                           |
| 1970                                 | Класс «А»                            | 9                                    | 26                                   | 8                                    | 9                                    | 9                                    | 31−27                                | 25                                   |                                      |                                      |
| 1971                                 | Класс «А»                            | 6                                    | 24                                   | 10                                   | 6                                    | 8                                    | 23−21                                | 26                                   |                                      | Финалист                             |
| 1972                                 | Класс «А»                            | 5                                    | 24                                   | 8                                    | 10                                   | 6                                    | 29−19                                | 26                                   |                                      |                                      |
| 1973                                 | Класс «А»                            | 4                                    | 22                                   | 14                                   | 2                                    | 6                                    | 48−20                                | 30                                   |                                      |                                      |
| 1974                                 | Класс «А»                            | 2                                    | 22                                   | 17                                   | 3                                    | 2                                    | 51−20                                | 37                                   |                                      | Победитель                           |
| 1975                                 | Класс «А»                            | 4                                    | 22                                   | 11                                   | 7                                    | 4                                    | 38−24                                | 29                                   |                                      |                                      |
| 1976                                 | Класс «А»                            | 9                                    | 24                                   | 5                                    | 10                                   | 9                                    | 27−33                                | 20                                   |                                      |                                      |
| 1977                                 | Класс «А»                            | 2                                    | 24                                   | 12                                   | 11                                   | 1                                    | 35−11                                | 35                                   |                                      | Победитель                           |
| 1978                                 | Класс «А»                            | 2                                    | 26                                   | 16                                   | 7                                    | 3                                    | 41−15                                | 39                                   |                                      | Победитель                           |
| 1979                                 | Класс «А»                            | 1                                    | 26                                   | 22                                   | 3                                    | 1                                    | 63−14                                | 47                                   |                                      |                                      |
| 1980                                 | Класс «А»                            | 3                                    | 30                                   | 16                                   | 11                                   | 3                                    | 45−20                                | 43                                   |                                      | Победитель                           |
| 1981                                 | Класс «А»                            | 1                                    | 30                                   | 21                                   | 8                                    | 1                                    | 83−18                                | 50                                   |                                      | Победитель                           |
| 1982                                 | Класс «А»                            | 1                                    | 22                                   | 16                                   | 6                                    | 0                                    | 34−5                                 | 38                                   |                                      |                                      |
| 1983                                 | Класс «А»                            | 7                                    | 26                                   | 11                                   | 9                                    | 6                                    | 52−32                                | 31                                   |                                      | Победитель                           |
| 1984                                 | Класс «А»                            | 4                                    | 22                                   | 11                                   | 7                                    | 4                                    | 34−27                                | 29                                   |                                      |                                      |
| 1985                                 | Класс «А»                            | 1                                    | 28                                   | 17                                   | 6                                    | 5                                    | 50−23                                | 40                                   |                                      |                                      |
| 1986                                 | Класс «А»                            | 9                                    | 26                                   | 7                                    | 9                                    | 10                                   | 20−27                                | 23                                   |                                      |                                      |
| 1987                                 | Класс «А»                            | 9                                    | 26                                   | 8                                    | 8                                    | 10                                   | 28−36                                | 24                                   |                                      | 1/2 финала                           |
| 1988                                 | Чемпионат Риги                       | ?                                    |                                      |                                      |                                      |                                      |                                      |                                      |                                      | 1/16 финала                          |
| 1989                                 | Чемпионат Риги                       | ?                                    |                                      |                                      |                                      |                                      |                                      |                                      |                                      |                                      |
| 1990                                 | Чемпионат Риги                       | 8                                    | 26                                   | 8                                    | 8                                    | 10                                   | 44-42                                | 24                                   |                                      |                                      |
| 1991                                 | Чемпионат Риги                       | 3                                    | 27                                   | 17                                   | 4                                    | 6                                    | 59−31                                | 38                                   |                                      | 1/16 финала                          |

### Чемпионат и Кубок Латвии
| В чемпионатах и Кубке Латвии | В чемпионатах и Кубке Латвии | В чемпионатах и Кубке Латвии | В чемпионатах и Кубке Латвии | В чемпионатах и Кубке Латвии | В чемпионатах и Кубке Латвии | В чемпионатах и Кубке Латвии | В чемпионатах и Кубке Латвии | В чемпионатах и Кубке Латвии | В чемпионатах и Кубке Латвии | В чемпионатах и Кубке Латвии |
| Сезон                        | Лига                         | Место                        | И                            | В                            | Н                            | П                            | Голы                         | О                            |                              | Кубок                        |
| ---------------------------- | ---------------------------- | ---------------------------- | ---------------------------- | ---------------------------- | ---------------------------- | ---------------------------- | ---------------------------- | ---------------------------- | ---------------------------- | ---------------------------- |
| 1992                         | Чемпионат Риги               | 5                            | 25                           | 9                            | 5                            | 11                           | 45−47                        | 23                           |                              | не участвовал                |

## Достижения
Чемпионат Латвийской ССР
- Чемпион (4): 1979, 1981, 1982, 1985.
- Серебряный призёр (4): 1968, 1974, 1977, 1978.
- Бронзовый призёр (2): 1969, 1980.

Кубок Латвии
- Обладатель (7): 1969, 1974, 1977, 1978, 1980, 1981, 1983.
- Финалист (2): 1967, 1971.

Чемпионат Риги
- Чемпион (1): 1966.
- Серебряный призёр (1): 1965.
- Бронзовый призёр (1): 1991.

Кубок Риги
- Обладатель (1): 1991.

## Тренеры
- Янис Дрейманис (1985—1991)